# Murray Gold
Murray Gold (n. 28 de febrero de 1969, Portsmouth, Inglaterra) es un premiado compositor inglés de teatro, cine y televisión así como dramaturgo para teatro y radio.

## Televisión

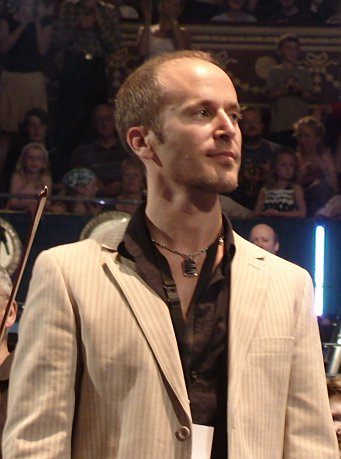
Murray Gold en el Doctor Who Prom (Prom 13 de los BBC Proms 2008) en el Royal Albert Hall de Londres.

Gold ha sido nominado al premio BAFTA cuatro veces en la categoría de Mejor Música original para televisión, por Vanity Fair (1999), Queer as Folk (2000), Casanova (2006) y Doctor Who (2008). Su composición para la película ganadora del BAFTA Kiss of Life fue premiada como la 'Mozart Prize of the 7th Art' por un jurado francés en Aubagne en 2003. También ha sido nominado cuatro veces por la Royal Television Society en categorías relacionadas con música para televisión.
Ha trabajado con Russell T Davies, antiguo show runner de Doctor Who, en varios proyectos como Casanova (protagonizada por David Tennant), The Second Coming (con Christopher Eccleston) y Queer as Folk 1 & 2. También proporcionó música ambiental para la versión del 2000 de Randall and Hopkirk (Deceased) junto al compositor de James Bond David Arnold, que creó el tema principal.
Escribió el tema principal para la serie de Channel 4 Shameless y compuso para The Devil's Whore. En la serie de BBC1 del año 2010 Single Father, Gold optó por usar arreglos musicales más populares en vez de orquestales.
En 2014, escribió la banda sonora de la serie de televisión de BBC The Musketeers.

### Doctor Whoy series relacionadas
Desde 2005, Gold actúa como director musical de la serie moderna de Doctor Who para BBC. En este periodo, ha creado un nuevo arreglo para el tema principal de la serie (originalmente compuesto por Ron Grainer) y también diversos temas ambientales para la serie. Silva Screen publicó un CD con la música instrumental de Gold para Doctor Who de la primera y segunda temporada de la serie, titulado Doctor Who: Original Television Soundtrack, el 11 de diciembre de 2006. Un segundo CD, Doctor Who: Original Television Soundtrack - Series 3, fue publicado el 5 de noviembre de 2007 y un tercero, Doctor Who: Original Television Soundtrack - Series 4, en noviembre de 2008.
La música de los especiales de 2008-2010 fue lanzada al mercado el 4 de octubre de 2010, titulada Doctor Who: Original Television Soundtrack - Series 4: The Specials, y el 8 de noviembre fue publicado el CD de la quinta temporada, con nombre Doctor Who: Original Television Soundtrack - Series 5.
La versión de Gold del tema principal de Doctor Who no incluía "interludio" como en el tema original, aunque posteriormente se restableció en un nuevo arreglo del tema introducido en el episodio La invasión en Navidad y se utilizó posteriormente en la serie desde 2006. 
Gold ha creado temas específicos asociados a personajes o elementos de la serie a modo de Leitmotiv, creando, por ejemplo, temas para el Doctor ("The Doctor's Theme" y "The Doctor Forever"), Rose Tyler, Martha Jones, Donna Noble, Gallifrey, El Amo, Astrid Peth, los Cybermen y los Daleks.
En 2010, Gold volvió a reescribir el tema de Doctor Who para la quinta temporada. De nuevo creó temas específicos, para el Undécimo Doctor ("I Am The Doctor" y "A Madman With A Box", que reemplazaron a los temas del Noveno Doctor y el Décimo), Amy Pond, los Silurians y de nuevo, los Daleks. Continuó utilizando el mismo tema para los Cybermen que en temporadas anteriores, así como diversas pistas de acción como "Corridors and Fire Escapes" y "All the Strange, Strange Creatures".
Aunque su música para la serie 2005 del Doctor se basó en gran medida en las muestras de sonido, sus arreglos posteriores de la serie, comenzando con "The Christmas Invasion", han sido más orquestales, a menudo siendo grabados por la BBC Orquesta Nacional de Gales, complementado con interpretaciones vocales de Melanie Pappenheim y otros. Por el contrario, la música de la serie clásica, como la producida por BBC Radiophonic Workshop y por lo general tenía un ambiente electrónico, con una instrumentación innovadora.
Gold también escribió para los spin-offs The Sarah Jane Adventures y Torchwood. Una selección de sus composiciones, titulado Torchwood: Original Television Soundtrack, se puso a la venta en agosto del 2008. Compuso las sintonías de Totally Doctor Who y Doctor Who Confidential, ambas variaciones del tema principal de Doctor Who.
Gold ha creado, organizado y orquestado tres conciertos especiales de la música de Doctor Who. El primero, "Doctor Who: A Celebration", se tocó en el Centro del Milenio de Gales en Cardiff en 2006, y la segunda, 2008 Doctor Who Prom, fue parte de la BBC Proms el 24 de julio de 2008 en la Royal Albert Hall de Londres, el tercero, el 2010 Doctor Who Prom, fue parte de la BBC Proms celebrada el 24 y el 25 de julio de 2010 en la Royal Albert Hall de nuevo.
En marzo de 2010, la banda sonora de la serie compuesta por Gold entró en el Hall of Fame de la estación de radio del Reino Unido como segunda nueva entrada más alta de ese año en 2011.

## Cine, teatro y radio
Gold ha compuesto para un varias películas británicas y estadounidenses, entre ellas Death at a Funeral dirigida por Frank Oz y Mischief Night, dirigida por Penny Woolcock. Otros proyectos incluyen la película de Ant & Dec de 2006 Alien Autopsy y la película de 2009 Veronika Decides to Die.
Su obra de radio Electricity fue galardonada con el premio Michael Imison a la mejor nueva obra después de su emisión por Radio 3 en 2001. Posteriormente se trasladó a la West Yorkshire Playhouse en 2004 y se interpretó con Christopher Eccleston en el papel principal. Otras de sus obras incluyen 50 Revolutions realizadas por el Oxford Stage Company en el Whitehall Theatre de Londres en 2000 y Resolution en Battersea Arts Centre en 1994.
Gold también escribió la obra de radio Kafka the Musical, emitida el domingo de Pascua de 2011 en la BBC Radio 3, protagonizada por David Tennant y que en enero de 2013 ganó el premio Tinniswood Radio Drama Award 2012 por Mejor Guion en drama para radio.